# پتری سومانن
پتری سومانن (فنلاندی: Petteri Summanen؛ زادهٔ ۲۰ مارس ۱۹۶۹) بازیگر، فیلم‌نامه‌نویس و کارگردان اهل فنلاند است.
از فیلم‌هایی که وی در آن‌ها نقش داشته‌است، می‌توان به وارس: راه مردان درستکار اشاره نمود.